# 東金城
東金城（とうがねじょう）は、千葉県東金市東金の八鶴湖畔の本漸寺後方の台地上にあった日本の城。1521年（大永元年）に戦国武将である酒井定隆と酒井隆敏が土気城から田間城を経て東金へ移り、築いたといわれる。別名：鴇ケ根城（ときがねじょう）。東金市指定史跡。

## 概要
東金城は上総酒井氏の居城として、酒井定隆によって1521年（大永元年）に築かれたとする説と、室町時代に千葉氏が築いた鴇ケ峯城を起源とする説があるが、酒井氏による築城が有力である。1590年（天正18年）の豊臣秀吉の小田原攻めの際に、酒井氏は北条氏についたため、浅野長政によって接収される。
その後、徳川家康の関東入封後の1613年（慶長18年）、東金は家康の御鷹場（鷹狩の場）となり宿泊施設として東金御殿が建てられた。1630年（寛永7年）の徳川秀忠を最後に鷹狩はおこなわれなくなり、1671年（寛文11年）には東金御殿も取り壊された。現在、東金御殿跡には千葉県立東金高等学校があり、同校と本漸寺との間に登城口がある。東金城の主郭は最高部（標高74メートル）に位置し、東の3郭、西の2郭との比高は6メートル、面積約1000平方メートルである。

## 歴史
- 1521年（大永元年）に酒井定隆によって築城。
- 1590年（天正18年）に豊臣秀吉の関東征伐の際に廃城。
- 1613年（慶長18年）徳川家康の鷹狩の宿泊場所として、東金御殿を築く。
- 1671年（寛文11年）東金御殿の取り壊し。
- 1995年（平成7年）6月7日、東金市の史跡に指定。

## アクセス
- JR東金線・東金駅より徒歩10分
- 圏央道、千葉東金道路・東金ICより国道126号線経由5㎞